# Загоройко Ілько
Ілько Загоройко — війт села Підгірці (нині Золочівський район на Львівщині), посол Галицького сейму першого скликання в 1861—1866 роках.
Обраний в окрузі Буськ — Кам'янка Струмилова — Олесько. 1863 року був заарештований за звинуваченням у кримінальному злочині, однак згодом звинувачення спростовано, і Сейм затвердив його мандат.
У 1867 році був позбавлений мандату за те, що з 155 його виборців 62 не мали права голосу. Водночас було ухвалено рішення про притягнення до відповідальності урядників за недбалість.
Відомий як безкомпромісний боєць «за ліси й пасовиська».